# Ryglowa Przełęcz
Ryglowa Przełęcz (słow. Ríglové sedlo) – przełęcz położona w słowackich Tatrach Wysokich. Znajduje się w bocznej grani odchodzącej na północny zachód od Małego Jaworowego Szczytu. Leży pomiędzy Wielką Jaworową Turnią a Pośrednią Jaworową Turnią. W grani opadającej na przełęcz z Pośredniej Jaworowej Turni znajdują się (kolejno od góry):
- Wyżni Jaworowy Karbik,
- Skrajny Jaworowy Kopiniak – niekiedy uważany za niższy wierzchołek Pośredniej Jaworowej Turni,
- Niżni Jaworowy Karbik,
- Zadni Jaworowy Kopiniak.

Ryglowa Przełęcz nie jest dostępna dla turystów, nie prowadzą na nią żadne znakowane szlaki turystyczne. Dla taterników dostępna jest dogodnie z innych obiektów w Jaworowej Grani. Od strony Doliny Jaworowej i doliny Rówienki wejście na nią jest trudniejsze.
Nazwa Ryglowej i Wyżniej Ryglowej Przełęczy została utworzona dopiero w 1932 r. Wiąże się ona z nazwą „Siedem Regli”, która dotyczyła okolicznych szczytów. Nazwa ta figurowała w przewodnikach do szukania skarbów.

## Historia
Pierwsze wejścia turystyczne:
- Karol Englisch i Adolf Kamiński, 1 sierpnia 1902 r. – letnie (wejście prawdopodobne),
- Roman Kordys i Jerzy Maślanka, 27 sierpnia 1905 r. – letnie,
- Arno Puškáš i Harry Rácz, 15 marca 1951 r. – zimowe.